# Paroreomyza montana montana
El alauahio de Lanai (Paroreomyza montana montana) fue una subespecie de ave paseriforme, endémica de la isla hawaiana de Lanai, de la familia de los fringílidos. Actualmente está extinta, aunque llegó a ser muy común en la isla. A principios del siglo XIX, su población descendió drásticamente, ocasionando su extinción, debido a la deforestación de su hábitat natural.

## Descripción
Era similar al alauahio de Maui, con el que se consideró conespecífico.

## Hábitat
Habitó las grandes masas forestales que cubrieron en su momento a la isla de Lanai, pero que debido a la tala de árboles para beneficio humano y a la deforestación, desaparecieron en su mayoría.

## Causa de extinción
Los alauahios de Lanai desaparecieron, principalmente, por culpa de la degradación de su hábitat, de las plantas invasoras llegadas de Europa y demás continentes, de la destrucción de los bosques para la construcción de la única ciudad de la isla (Lanai City) y por su rara necesidad de alimentarse de plantas específicas y autóctonas de la isla para sobrevivir. Aunque comenzó a coexistir con las plantas introducidas, no se consiguió adaptar a ese nuevo ecosistema y acabó desapareciendo. Este pájaro no fue una excepción, ya que desapareció junto con muchos otros, como el Drepano de Lanai que se había extinguido poco tiempo atrás.